# Измайлова, Наталия Васильевна
Ната́лия Васи́льевна Изма́йлова (укр. Наталія Василівна Ізмайлова; род. 14 июня 1941 года, Ленинград, РСФСР, СССР) — украинская арфистка , солистка Национального симфонического оркестра Украины; концертмейстер, педагог. Заслуженная артистка Украинской ССР (1978). Народная артистка Украины (2008). Дипломантка международных конкурсов.

## Биография
В 1966 году окончила Ленинградскую консерваторию. С тех пор — солистка Национального заслуженного симфонического оркестра Украины. Одновременно преподавала в Киевской консерватории (1979—1989) и специализированной музыкальной школе (1978—1991).
В 1978 году присвоено звание заслуженной артистке Украинской ССР.
Исполнила произведения: «Маленькая партита» для скрипки и арфы (вместе с А. Пархоменко), струнный квинтет с арфой (вместе с квартетом им. Н. Лысенка), сонаты для арфы, концерт для арфы с оркестром Г. Ляшенка, ноктюрн для скрипки и арфы (вместе с Е. Идельчуком). Виступала также в дуэте с сыном и в составе ансамбля «Гармония» под руководством А. Кудряшова (1975-85).
Есть записи грампластинок «Мелодия», сольные записи на украинском радио. Гастролировала по Украине и за границей.

## Награды
- Заслуженная артистка Украинской ССР (1978)[2];
- Народная артистка Украины (2008)[3];
- Орден княгини Ольги III степени (2018)[4].